# Triade d'Éléphantine

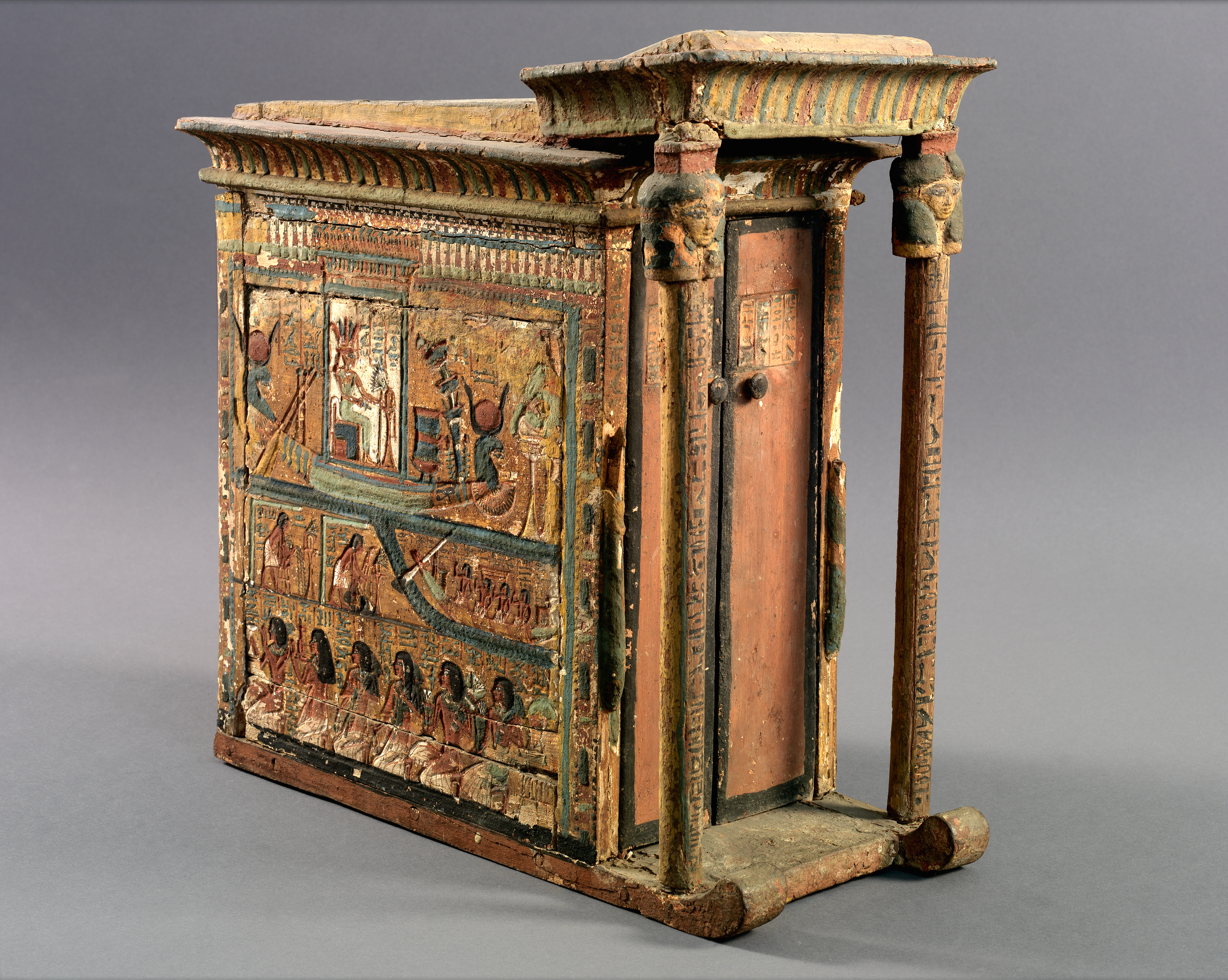
Naos votif à traîneau et pronaos soutenu par des colonnes hathoriques, dédié par l'artisan Kasa à la triade d'Éléphantine. Musée égyptologique de Turin.

Dans la mythologie égyptienne, la triade d'Éléphantine est un ensemble de trois dieux de la ville antique d'Éléphantine, face à Assouan. Khnoum y est l'époux de Satis ; ils sont les parents d'Anoukis.
Satis évite que la crue soit trop basse, pendant qu'Anoukis la régulait si elle dépassait un certain niveau.

### Pages liées
- Khnoum
- Satis
- Anoukis